# 杉原正康
杉原 正康（すぎはら まさやす、1951年6月30日 - ）は、日本の空手家。大阪府出身。NPO法人国際空手拳法連盟白蓮会館宗師。

## 来歴
大阪府東大阪市出身。大阪府立山本高等学校、近畿大学を卒業後、東大阪市消防局に就職（のちに退職）。高校時代には柔道（二段）を学び、大学時代に少林寺拳法（六段・准範士）に入門する。1984年国際空手拳法連盟白蓮会館を設立。
1983年に正道会館主催の全日本空手道選手権大会に出場。出場のきっかけは己と少林寺拳法の実践性を模索するためといわれ、当時は少林寺拳法の道院長であったためその名前を隠すために白蓮会館の流派名で出場。3位入賞する事により格闘技界で話題となったため、少林寺拳法連盟から独立、後に「最強の侵略者」の異名を取る事となる白蓮会館を設立する。独立後は士道館の全日本大会に出場、優勝し「戦う館長」とも呼ばれた。
- 1983年　第2回全日本空手道選手権大会（主催：正道会館）　3位
- 1984年　第4回士道館杯空手道選手権大会（主催：士道館）　優勝
- 1985年　第4回全日本空手道選手権大会（主催：正道会館）　6位

## 備考
- 幼少時より絵画が得意で、大会パンフレットの表紙のデザインも手がける。
- 大学時代には中国拳法服を着て登校していた事もある。
- 空手だけでなく仕事ができてなければいけないという、バランスの取れた人格育成が信条。